# Atsushi Yoshimoto
Atsushi Yoshimoto (født 14. januar 1982) er en tidligere japansk fodboldspiller.
Han har spillet for flere forskellige klubber i sin karriere, herunder Thespa Kusatsu.